# Cu ochii larg închiși
Cu ochii larg închiși (titlul original în engleză Eyes Wide Shut) este un film dramatic și erotic, în stil oniric, regizat, produs și co-scris de Stanley Kubrick, lansat în anul 1999. Bazat pe nuvela Traumnovelle din 1926 a lui Arthur Schnitzler, cadrul este schimbat din Viena secolului XX în New York-ul anilor '90. Pelicula urmărește aventurile sexuale ale dr. Bill Harford, care rămâne șocat atunci când soția sa, Alice, îi dezvăluie că a luat în considerare să aibă o aventură cu un alt bărbat, cu un an în urmă. El se îmbarcă într-o călătorie nocturnă, timp în care se infiltrează într-o orgie masivă cu măști a unei societăți secrete.
Kubrick a obținut drepturile de filmare ale operei Traumnovelle (Dream Story) în anii '60, considerând că este textul perfect pentru o ecranizare despre relații sexuale. Proiectul a fost reînviat abia în anii '90, când regizorul l-a angajat pe scenaristul Frederic Raphael pentru a-l ajuta cu adaptarea. Filmul a fost turnat în mare parte în Regatul Unit (în afară de unele cadre de amplasare exterioare), și a inclus o recreere în detaliu la Studiourile Pinewood a unor scene stradale din Greenwich Village. Filmul a zăbovit în stadiul de producție, și deține recordul în Guinness World Record pentru cele mai multe zile de filmări, 400.
Eyes Wide Shut a fost ultimul film a lui Kubrick, de vreme ce el a murit la patru zile după ce le-a arătat celor de la Warner Bros. montajul final. Pentru a asigura un rating de 17+ în Statele Unite, Warner Bros. a alterat digital anumite scene explicite în post-producție. Această versiune a fost lansată pe 16 iulie 1999, iar recenziile au fost mixte; încasările mondiale ale filmului însumează peste 162 de milioane $. Versiunea necenzurată a fost lansată ulterior pe DVD, HD DVD, și Blu-ray Disc.

## Intrigă
Dr. Bill Harford și soția sa, Alice, formează un cuplu tânăr ce trăiește în New York. Ei participă la o petrecere de Crăciun organizată de un pacient înstărit, Victor Ziegler. Bill se întâlnește cu Nick Nightingale, fostul său coleg din perioada studiilor medicale, dar care a renunțat la studii și care acum e pianist profesionist. În timp ce maghiarul Sandor Szavost încearcă să o seducă pe Alice, două tinere modele încearcă același lucru cu Bill. El este întrerupt și chemat de gazdă, care întreținea relațiile sexuale la etaj cu Mandy, o tânără femeie care a luat o supradoză de cocaină și heroină. Mandy își revine cu ajutorul lui Bill.
A doua seară, acasă, în timp ce fumau canabis, Alice îl întreabă dacă a făcut sex cu cele două femei. După ce Bill o asigură că nu, ea îl întreabă dacă a fost vreodată gelos pe bărbații atrași de ea. În vreme ce discuția ia amploare, el spune că femeile sunt mai fidele decât bărbații. Ea refulează, spunându-i de o fantezie recentă pe care a avut-o cu un ofițer naval pe care l-a întâlnit într-o vacanță. Tulburat de destăinuirea ei, Bill este apoi sunat de fiica unui pacient care tocmai a murit. După ce vizitează casa, el întâlnește o prostituată pe nume Domino și merge la apartamentul ei. Alice îl sună chiar după ce Domino începe să-l sărute, după care el încheie această situație stânjenitoare. Întâlnindu-se cu Nick la un club de jazz, Bill află că Nick urmează să meargă la o întâlnire unde va trebui să cânte la pian, legat la ochi. Bill află că, pentru a intra, trebuie să ai un costum, o mască, și parola, pe care Nick o notase. Bill se duce la un magazin de costume și îi oferă proprietarului, dl. Milich, o sumă generoasă de bani pentru a închiria un costum. În magazin, Milich își prinde fiica adolescentă cu doi bărbați japonezi și își exprimă nemulțumirea la adresa lipsei lor de decență.
Bill ia un taxi până la conacul menționat de Nick. Spune parola și descoperă că înăuntru are loc un ritual sexual. O femeie îl avertizează că se află într-un mare pericol. Un portar îl conduce apoi către camera ritualului, unde un maestru de ceremonii îmbrăcat într-o mantie roșie îi cere lui Bill o a doua parolă. Bill îi spune că a uitat-o. Femeia cu mască care l-a avertizat pe Bill intervine și insistă în a-l „salva”. Bill este gonit din conac și avertizat să nu spună nimănui ceea ce a văzut aici.
Chiar înainte de răsărit, Bill ajunge acasă confuz. El o găsește pe Alice râzând zgomotos în somn și o trezește. În timp ce plânge, ea îi spune că a avut un coșmar în care făcea sex cu ofițerul naval și mulți alți oameni, și râdea la idea de a fi văzută de Bill împreună cu ei. În dimineața următoare, Bill se duce la hotelul la care este cazat Nick, dar recepționerul îi spune lui Bill că un Nick înfricoșat și vânăt la față a părăsit hotelul acum câteva ore, împreună cu doi tipi robuști. Bill se duce pentru a returna costumul, dar nu și masca, pe care realizează că a rătăcit-o, unde află și că Milich își folosește fiica pentru prostituție.
Bill se întoarce la conac de unul singur și este întâmpinat la poartă de un om ce îi înmânează un plic în care i se cere riguros să-și abandoneze investigațiile. După ce citește în ziar despre un model care a murit după o supradoză, Bill îi vede cadavrul la morgă și o identifică ca fiind Mandy. Bill este chemat la casa lui Ziegler, unde se confruntă cu evenimentele din ultimele 24 de ore. Ziegler a fost și el prezent la orgie, și a realizat de legătura lui Bill cu Nick. Ziegler îi dezvăluie lui Bill că a pus să fie urmărit pentru propria protecție, și că avertismentele adresate lui Bill de societatea secretă sunt doar pentru a-l speria și a nu vorbi despre orgie. Cu toate acestea, el insinuează că societatea este capabilă să ia măsuri pe baza avertismentelor respective. Bill îl întreabă despre moartea lui Mandy, pe care Ziegler a identificat-o ca fiind femeia cu mască de la ritual, care s-a „sacrificat” pentru a-l salva pe Bill de la pedeapsă, dar și despre dispariția lui Nick, pianistul. Ziegler insistă că Nick este în siguranță înapoi acasă la Seattle. Ziegler îi zice și că „pedeapsa” este, de fapt, o șaradă a societății pentru a-l speria și mai tare pe Bill, și că nu a avut nicio legătură cu moartea lui Mandy; ea era o prostituată și o dependentă de droguri, care a murit în urma unei supradoze accidentale. Bill nu este convins de spusele lui Ziegler, dar nu mai spune nimic. Când se întoarce acasă, Bill găsește masca închiriată pe pernă, lângă soția sa care doarme. Izbucnește în lacrimi și decide să-i spună întregul adevăr lui Alice. În următoarea dimineață, ei se duc la cumpărăturile de Crăciun împreună cu fiica lor. Alice îi spune că ar trebui să fie recunoscători că au supraviețuit, că îl iubește, și că trebuie să facă ceva urgent. Când Bill întreabă ce, ea răspunde simplu: „Sex”.

## Distribuție
- Tom Cruise — Dr. William "Bill" Harford
- Nicole Kidman — Alice Harford
- Sydney Pollack — Victor Ziegler
- Marie Richardson — Marion Nathanson
- Todd Field — Nick Nightingale
- Sky du Mont — Sandor Szavost
- Rade Šerbedžija — Dl. Milich
- Vinessa Shaw — Domino
- Fay Masterson — Sally
- Leelee Sobieski — Fiica lui Milich
- Alan Cumming — Recepționerul
- Leon Vitali — Mantie Roșie
- Julienne Davis — Amanda "Mandy" Curran
- Thomas Gibson — Carl Thomas
- Madison Eginton — Helena Harford

## Producție

### Dezvoltare
În timp ce Stanley Kubrick era interesat să facă un film despre relații sexuale încă din 1962, din timpul producției filmului Dr. Strangelove, proiectul a fost început abia după ce a citit, în 1968, nuvela Dream Story, scrisă de Arthur Schnitzler, când era în căutare de lucru după ce a terminat 2001: O odisee spațială. Kubrick a devenit interesat în adaptarea nuvelei, și cu ajutorul jurnalistului Jay Cocks, a cumpărat drepturile de autor ale cărții. În anii '70, Kubrick l-a considerat pe Woody Allen în rolul protagonistului evreu. În următorul deceniu, Kubrick a considerat chiar să-și realizeze adaptarea ca o comedie erotică „cu un aer sălbatic și sumbru”, cu Steve Martin în rolul principal. Proiectul a fost reînviat abia în 1994, când Kubrick l-a angajat pe Frederic Raphael să lucreze la scenariu, actualizând cadrul din Viena secolului 20 în New York-ul sfârșitului de secol 20. Kubrick l-a invitat pe Michael Herr, un prieten personal care l-a ajutat să scrie Platoșa de metal, pentru revizuiri, dar Herr a refuzat, temându-se că producția va dura prea mult, cât și pentru faptul că va fi prost plătit.

### Adaptarea
Acțiunea din nuvela Dream Story din 1926, scrisă de Arthur Schnitzler, are loc în Viena la puțin timp după începutul secolului 20. Personajele principale sunt Fridolin și Albertina, care formează un cuplu; casa lor este una obișnuită din suburbii, nu luxosul apartament ce apare în film. Schnitzler însuși, ca și protagonistul nuvelei, a trăit în Viena, era evreu, și doctor, cu toate că Schnitzler a abandonat în cele din urmă medicina pentru a scrie.
Cu toate că se presupune uneori că Fridolin și Albertina, cuplul protagonist din Dream Story, ar fi evrei, nu există nimic în carte care ar justifica aceste presupuneri, și nici Fridolin sau Albertina nu sunt nume evreiești obișnuite; în timp ce Nachtigall (Nightingale) este identificat clar ca evreu. Kubrick (el însuși având rădăcini evreiești) elimina frecvent referințele la evrei ale personajelor din operele adaptate de el. În cazul lui Eyes Wide Shut, Frederic Raphael (care este și el evreu) a dorit să păstreze fundalul evreiesc al protagoniștilor, dar Kubrick a insistat că ei ar trebui să fie americani „get-beget”, fără detalii care ar instiga orice fel de presupuneri. Regizorul a adăugat că Bill ar trebui să fie un „Harrison Ford non-evreu” (cu toate că mama lui Ford era evreică), și a creat numele de Harford ca și o iluzie la actor. Acest lucru este reflectat în scena în care Bill Harford este șicanat de studenți, în timp ce se îndrepta spre casă, dimineața. În film, Bill este șicanat prin cuvinte homofobe. În nuvelă, acești băieți sunt recunoscuți ca fiind membrii ai unei fraternități antisemitice. Co-scenaristul lui Kubrick, Frederic Raphael, într-o ediție a Dream Story publicată de Penguin Classics, scrie „Fridolin nu se declară ca fiind evreu, dar sentimentele sale de lașitate, pentru că nu reacționează la agresori, arată slăbiciunea evreului austriac în fața provocărilor rasiste.”
Acțiunea nuvelei are loc în timpul unui carnaval, când oamenii poartă des măști la petreceri. Petrecerea la care participă soțul și soția la începutul cărții este un bal mascat, în timp ce în film are loc de Crăciun.
Criticul Randy Rasmussen a sugerat că personajul Bill este fundamental mai naiv, rigid, și puțin inconștient de motivele sale vindicative, decât echivalentul său, Fridolin. Pentru Rasmussen și alții, se consideră că Bill Harford este practic un somnambul ce trece prin viață inconștient de ce se întâmplă în jurul său. În nuvelă, când soția sa îi dezvăluie că a avut o fantezie sexuală cu altcineva, el, în schimb, îi dezvăluie o fantezie de a sa (cu o adolescentă), în timp ce în film, el rămâne pur și simplu șocat. Dezbaterea din film, cea dintre fanteziile cu pacientele sale și femeile care au fantezii sexuale, este absentă din nuvelă, unde fiecare presupune că celălalt are fantezii cu altcineva. În film, înstrăinarea lui Bill de Alice gravitează în jurul dezvăluirii ei; în nuvelă, atât schimbul de fantezii, cât și faptul că soția dezvăluie că în tinerețe s-ar fi putut mărita cu altcineva, precipită sentimentul de înstrăinare.
În nuvelă, soțul presupune de ceva timp că pacienta sa (Marion) este îndrăgostită de el, în timp ce în film, vine ca o surpriză totală, iar el rămâne șocat. El este și mai copleșit de orgie în film, decât în nuvelă. Fridolin este mai îndrăzneț social, dar mai puțin sexual cu prostituata (Mizzi în carte, Domino în film). Fridolin este și conștient de faptul că arată bătrân în nuvelă, cu toate că în film nu se arată mai deloc acest lucru.
În nuvelă, petrecerea (la care se află puține persoane) folosește cuvântul „Denmark” ca și parolă de intrare; care are legătură cu faptul că Albertina a avut fantezia în cauză cu un soldat danez. Parola din film este „Fidelio”, de la latinescul „fidel”, și care este titlul singurei opere a lui Beethoven (Fidelio, or Married Love). În primele versiuni ale scenariului, parola era „Fidelio Rainbow”. Jonathan Rosenbaum a notat că ambele parole arată elemente ale comportamentului unuia dintre soți, cu toate că în direcții diferite. Petrecerea din nuvelă constă majoritar dintr-un bal mascat și nud.
În nuvelă, femeia care îl „salvează” pe Fridolin la petrecere este costumată în călugăriță, și de altfel majoritatea de acolo sunt îmbrăcați ca călugări sau călugărițe; Fridolin însuși este îmbrăcat și el într-un costum de călugăr. Acest aspect a fost păstrat în scenariul original al filmului, dar a fost scos la filmări.
În nuvelă, când soțul se întoarce acasă, coșmarul nevestei este o dramă elaborată care se încheie cu el crucificat în piața satului, după ce Fridolin refuză să se despartă de Albertina pentru ca această să devina protectoarea neprihănită a satului, cu toate că acum Albertina este ocupată cu împerecherea cu alți bărbați, și îl observă pe el „fără milă”. Cu toate că este fidel, Fridolin nu reușește să se salveze de la execuție în visul Albertinei, cu toate că a fost salvat de „sacrificiul” femeii la petrecerea erotică. Atât în nuvelă, cât și în film, soția îi spune că râsul pe care îl avea în somn părea un râs în semn de dispreț pentru soț; dar odată ce este trează, ea susține același lucru. Nuvela spune clar că Fridolin o urăște mai mult ca niciodată pe Albertina în acest moment, gândindu-se că acum se află împreună „ca niște dușmani de moarte”. S-a dezbătut faptul că punctul culminant al nuvelei este de fapt visul Albertinei, și că filmul l-a schimbat în vizita lui Bill la conacul orgiei, deoarece este mai șocant pentru spectator.
Adaptarea a creat un personaj fără niciun echivalent în carte: Ziegler, care reprezintă o persoană cu un statut social la care Bill Harford aspiră, dar și legătura dintre cele două lumi a lui Bill (viața sa obișnuită și societatea secretă care a organizat orgia). Criticul Randy Rasmussen îl identifică pe Ziegler ca fiind un alter-ego negativ a lui Bill, la fel ca și în alte filme ale lui Kubrick; protagonistul din Dr. Strangelove îi reprezintă pe cei mai incompetenți angajați din sistemul național de securitate american, Charles Grady reprezintă un Jack Torrance (The Shining) extrem de negativ, iar Clare Quilty preia tot ce e mai rău din Humbert Humbert (Lolita).
Prezența lui Ziegler îi permite lui Kubrick să schimbe mecanicile poveștii în câteva moduri. În film, Bill îl întâlnește pe prietenul său pianist la petrecerea lui Ziegler, și apoi, în timp ce rătăcește prin oraș, îl caută și găsește la Sonata Café. În nuvelă, întâlnirea de la cafenea cu Nightingale este o coincidență îmbucurătoare. Similar, femeia moartă pe care Bill o suspectează ca fiind femeia de la petrecere care l-a salvat, este o baroană pe care a întâlnit-o anterior, și nu o prostituată de la petrecerea lui Ziegler.
Mai mult, în film, Ziegler îi și relatează întreaga poveste lui Bill, inclusiv o explicație cum că incidentul de la orgie, unde Bill a fost abordat, amenințat, și în cele din urmă salvat de sacrificiul femeii, a fost o înscenare. Chiar dacă este credibil sau nu, este o expunere a viziunii lucrurilor lumești a lui Ziegler, ca și magnat ce face parte din elita puterii.
Nuvela explică de ce masca soțului se află pe perna de lângă soția sa adormită, ea descoperind-o după ce lui i-a alunecat din servietă, și plasând-o acolo în semn de înțelegere a situației. Acest lucru este neexplicat în film și lăsat la interpretarea spectatorului.

### Casting
Când liderul Warner Bros. Terry Semel a dat undă verde producției, el l-a rugat pe Kubrick să aibă un nume important ca și protagonist, precum „ai făcut cu Jack Nicholson [în The Shining].” Cruise era în Anglia cu soția sa, Nicole Kidman, ea fiind acolo pentru filmările de la The Portrait of a Lady, iar Cruise a decis să viziteze în cele din urmă domiciliul lui Kubrick împreună cu Kidman. După această întâlnire, regizorul le-a acordat rolurile. Jennifer Jason Leigh și Harvey Keitel fuseseră distribuiți anterior în rolurile secundare, și au și filmat ceva cu Kubrick, dar dintr-un conflict al programărilor, amândoi au fost nevoiți să abandoneze – mai întâi Keitel pentru Finding Graceland, apoi Leigh pentru eXistenZ – și au fost înlocuiți de Marie Richardson și Sydney Pollack în varianta finală.

### Filmări

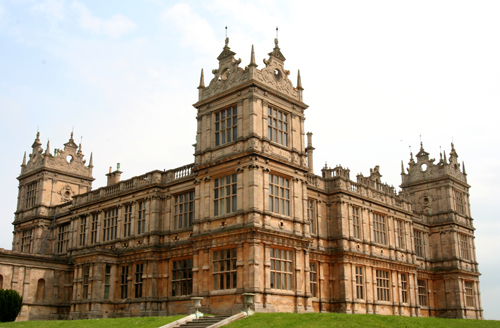
Turnurile Mentmore, una dintre locațiile folosite în film

Filmările au început în noiembrie 1996. Perfecționismul lui Kubrick a dus la rescrierea anumitor pagini din scenariu pe platou, și multe dintre scene au cerut nenumărate duble. Filmările s-au întins pe o perioadă mult mai lungă decât era de așteptat, iar Vinessa Shaw—cea care o joacă pe prostituata infectată cu HIV—fiind inițial sub contract doar pentru două săptămâni, a ajuns să lucreze pentru două luni. Filmările s-au încheiat în iunie 1998. Guinness World Records a recunoscut Eyes Wide Shut ca având cele mai multe zile de filmare constantă, „de peste 15 luni, o perioadă în care s-a filmat încontinuu timp de 46 de săptămâni”.
Datorită aerofobiei lui Kubrick, aproape întregul film s-a turnat în Anglia. Sunetul a fost prelucrat la Studiourile Pinewood din Londra, și a avut loc și o recreare în detaliu a Greenwich Village. Perfecționismul lui Kubrick a ajuns să trimită muncitori la Manhattan pentru a realiza măsurători ale străzilor și pentru a nota locația chioșcurilor de ziare. A fost filmat și material video în New York pentru a fi proiectat pe fundal, în spatele lui Cruise. Producția a fost urmată apoi de o perioadă de discreție, ajutată și de metoda de lucru a lui Kubrick cu oameni puțini pe platou. Locațiile exterioare includ Hatton Garden pentru o stradă din Greenwich Village, Hamleys pentru magazinul de jucării de la finalul filmului, Mentmore Towers, și Elveden Hall din comitatul Suffolk, Anglia, pentru conac. Larry Smith, care a servit ca și luminist la Barry Lyndon și The Shining, a fost ales de Kubrick pentru a fi operatorul acestui film. Kubrick a refuzat să folosească luminile de pe platou, forțându-l pe Smith să se folosească doar de sursele de lumină disponibile în cadru, precum lămpi sau luminițe de Crăciun. Când acestea nu erau adecvate pentru filmare, Smith a folosit lampioane chinezești pentru a ridica puțin luminozitatea în scenă.
Perfecționismul lui Kubrick a dus și la analizarea fiecărui element care apare în cadrul respectiv, de la recuzită și mobilă până la culoarea pereților și a altor obiecte. Unele dintre aceste elemente au fost măștile de la orgie, care au fost inspirate din măștile de carnaval purtate de protagoniștii nuvelei. Designerul de costume Marit Allen a explicat că Kubrick a simțit că se potrivesc în acea secvență deoarece fac parte din lumea imaginară, și a ajuns să „creeze impresia de răzbunare, dar fără a se exagera”. Multe măști folosite la carnavalul de la Veneția au fost trimise la Londra, iar Kubrick a ales personal cine va purta ce mască. Picturile realizate de soția lui, Christiane, au făcut parte din decor.
După terminarea filmărilor, Kubrick a intrat într-un proces prelungit la post-producție. Pe 1 martie 1999, Kubrick le-a arătat o variantă lui Cruise, Kidman, și celor de la Warner Bros. Regizorul a murit șase zile mai târziu.

## Muzica
Jocelyn Pook a compus coloana sonoră pentru Eyes Wide Shut, dar la fel ca și alte filme ale lui Kubrick, pelicula folosește în mare parte muzică clasică. Muzica de început este „Suite for Variety Stage Orchestra” a lui Șostakovici, identificată în mod eronat ca „Waltz 2 from Jazz Suite”. O altă piesă clasică este ciclul la pian „Musica ricercata” a lui György Ligeti. Inițial, Kubrick a dorit să folosească „Im Treibhaus” a lui Wagner, dar regizorul l-a înlocuit cu piesa lui Ligeti, simțind că opera lui Wagner este „prea frumoasă”. În scena morgii, piesa „Nuages Gris” („Nori gri”- 1881) a lui Franz Liszt se află pe fundal. Piesa Requiem a lui Mozart se află pe fundal atunci când Bill intră în cafeneaua unde află de decesul lui Mandy.
Pook a fost angajată după ce coregrafa Yolande Snaith a repetat scena orgiei folosind piesa „Backwards Priests” a lui Pook – ce conține o Sfântă Liturghie a Bisericii Ortodoxe Române, înregistrată într-o biserică din Baia Mare și redată invers. Kubrick a contactat-o apoi pe compozitoare și a întrebat-o dacă mai are ceva la fel de „ciudat” ca și piesa respectivă, care a fost redenumită ulterior „Masked Ball”. Pook a compus până la final patru piese, mare parte dintre ele fiind bazate pe lucrări anterioare ale sale, ce însumează în total 24 de minute. Munca compozitoarei conține în mare parte instrumente cu coarde – inclusiv o violă la care cântă Pook însăși – fără instrumente de suflat din alamă sau din lemn, care „nu ar fi justificat imaginile”; ea dorind și ca rezultatul scenelor pline de replici intense acompaniate de melodiile respective să redea un mesaj „subliminal”, iar ea a considerat că acest instrument este capabil să realizeze așa ceva.
O altă piesă de la orgie, „Migrations”, conține o melodie în tamilă, interpretată de Manickam Yogeswaran, un cântăreț Carnatic. Montajul original conținea și o recitație din scripturi - Bhagavad Gita, pe care Pook a obținut-o dintr-o înregistrare anterioară a lui Yogeswaran. Ca urmare a protestelor anumitor persoane hinduse, de vreme ce una dintre cele mai sacre scripturi ale lor este folosită într-un asemenea context, Warner Bros. și-a cerut scuze public, iar Pook a fost nevoită să înregistreze o piesă similară pentru înlocuire.
Playlist-ul de la petrecerea lui Ziegler conține cântece precum „When I Fall in Love” și „It Had to Be You”, folosite în mod ironic de vreme ce Alice și Bill flirtează cu alte persoane de acolo. Kidman era neliniștită în legătură cu scenele de nuduri, iar Kubrick i-a spus că poate asculta muzică pentru a se mai destinde. Când Kidman a adus un CD cu Chris Isaak, lui Kubrick i-a plăcut atât de mult încât a incorporat cântecul „Baby Did a Bad, Bad Thing” a lui Isaak și în film, și în trailer.

## Tematici și interpretări

### Gen
Filmul a fost etichetat de anumiți recenzori, și parțial promovat, ca un thriller erotic, dar acest lucru este disputat de alții. Este clasificat în acest fel în cartea The Erotic Thriller in Contemporary Cinema, de Linda Ruth Williams, dar și în articole de ziar despre procesul în care s-a afirmat că Cruise și Kidman au frecventat un terapeut de sex în timpul filmărilor. Recenzia pozitivă din Combustible Celluloid îl descrie ca un thriller erotic la prima vizionare, dar ulterior ca o „poveste complexă despre mariaj și sexualitate”. Și cei de la High-Def Digest l-au clasificat ca un thriller erotic.
Cu toate acestea, recenzorul de la AboutFilm.com, Carlo Cavagna spune că aceasta este o clasificare eronată, la fel cum zice și Leo Goldsmith, scriind pentru notcoming.com, dar și în recenzia de pe Blu-ray.com se zice ceva asemănător. Scriind pentru TV Guide, Maitland McDonagh spune „Cine nu este familiar cu precizia cu sânge rece a viziunii lui Kubrick va fi surprins să afle că acest film nu este un thriller erotic incitant, cum ar sugera sinopsisul (sau reclamele).” Scriind per general despre genul 'thriller erotic' pentru CineAction în 2001, Douglas Keesey spune că „oricare ar fi de fapt genul lui [Eyes Wide Shut], [el] a fost promovat ca și thriller erotic”. Michael Koresky, scriind într-un număr din 2006 al revistei cinematografice Reverse Shot, spune „acest regizor, care sfidează așteptările la fiecare colț și aduce genul la picioarele sale, a pornit nedorind să creeze nici un film de gen 'thriller erotic' cum susține presa, și nici un 'film Kubrick' ușor identificabil. Similar, DVD Talk nu încadrează filmul în acest gen.

### Cadrul de Crăciun
Pe lângă schimbarea cadrului din Viena anilor 1900 în New York-ul anilor '90, Kubrick a schimbat și perioada anului, din Mardi Gras în Crăciun. Unul dintre critici a crezut că Kubrick a făcut asta datorită simbolisticii de reîntinerire a Crăciunului. Alții au scris că luminițele de Crăciun i-au permis lui Kubrick să-și filmeze pelicula prin metodele sale caracteristice, inclusiv aceea de folosire a luminilor de la locație, precum a făcut și la Barry Lyndon. New York Times a notat că filmul „aduce luminițelor de Crăciun o altfel de personalitate și o strălucire extraordinară”, în timp ce criticul Randy Rasmussen a notat că „luminițele colorate de Crăciun ... luminează aproape fiecare locație din film.” Criticul Lee Siegel de la Harper's crede că motivul recurent al Crăciunului este bradul, deoarece simbolizează „Fanteziile noastre de mulțumire duse la extrem, în comparație cu realitatea de astăzi la capitolul sentimente și sex ... Iar dorințele sunt ca și Crăciunul: întotdeauna se promite mai mult decât se aduce.” Scriitorul Tim Kreider a notat că „Petrecerea satanică de la Somerton este singura locație din film fără un brad de Crăciun și aproape fiecare loc este sufocat de luminițe colorate și beteală ... Eyes Wide Shut, cu toate că a fost lansat vara, a fost filmul de Crăciun al anului 1999.” Notând că Kubrick le-a arătat spectatorilor partea întunecată a consumerismului de Crăciun, Louise Kaplan a spus că filmul ilustrează metode prin care „realitatea materială a banilor” înlocuiește valorile spirituale a Crăciunului, generozitatea și compasiunea. În timp ce în aproape fiecare scenă apare un brad de Crăciun, în film nu există „nicio muzică specifică sau spiritul vesel al Crăciunului.” Criticul Alonso Duralde, în cartea sa Have Yourself a Movie Little Christmas, a clasificat filmul ca unul „de Crăciun pentru adulți” (la fel cum a făcut și pentru Fanny and Alexander al lui Bergman și pentru The Lion in Winter), spunând că „cel care duce acest film până la final este Crăciunul”.

### Folosirea măștilor venețiene

Un conflict principal al filmului este acela dintre aventurile sexuale din suburbiile New York-ului ale doctorului Harford și viața sa familială. Aici, dr. Harford își găsește soția dormind lângă masca venețiană pe care el a purtat-o la orgia ce a avut loc cu o seară în urmă.

Istoricii, autorii de broșuri turistice, scriitorii, și negustorii de măști venețiene au spus că acestea au o istorie în a fi purtate în timpul activităților imorale. Scriitorii Tim Kreider și Thomas Nelson au legat folosirea din film a măștilor cu reputația Veneției, atât la capitolul erotism, cât și la mercantilism. Nelson a scris că ritualul de sex combină elementele Carnavalului de la Veneția cu cele ale ritualurilor catolice. (Mai concret, personajul „Mantie Roșie” servește simultan și ca Mare Inchizitor, dar și ca Rege al Carnavalului.) Nelson adaugă și că ritualul orgiei este o oglindă a adevărului întunecat și ascuns al fațadei petrecerii de Crăciun organizată anterior de Victor Ziegler. Scriind în 2007 la cartea sa, Symbols in Stanley Kubrick's Movie 'Eyes Wide Shut', Carolin Ruwe spune că masca este simbolul principal al filmului, măștile de la moșia Somerton reflectând măștile pe care fiecare le purtăm în societate, un punct de vedere susținut și de Tim Kreider, care a notat prezența măștilor din apartamentul prostituatei și numele ei din film, „Domino”, care reprezintă și un stil al măștilor venețiene.

### Aluzii la alte filme
Replicile personajului lui Todd Field, Nick Nightingale, acelea cum că a renunțat la școala medicală cu zece ani în urmă pentru a cânta la pian, sunt o referință la filmul Gross Anatomy, unde personajul lui Feld, „David Schreiner”, este un student la medicină care renunță la educație pentru a continua cu pianul.  Gross Anatomy a fost lansat cu zece ani înaintea lui Eyes Wide Shut, iar în acest film a mai jucat și Matthew Modine, cel care l-a interpretat pe „Joker” în filmul din 1987, Full Metal Jacket, regizat tot de Stanley Kubrick.

## Lansare

### Marketing
Warner Bros. a promovat puternic Eyes Wide Shut, în timp ce urmărea campania de discreție a lui Kubrick – până la un punct în care fișele de producție nu existau – dar și sugestiile regizorului adresate lui Semel în legătură cu campania de promovare, acordate cu o săptămână înainte de moartea lui Kubrick. Primul montaj a fost arătat proprietarilor de cinematografe la ediția din 1999 a ShoWest, din Las Vegas. Spoturile TV conțineau melodiile lui Isaak și Ligeti de pe coloana sonoră, dar puține au fost dezvăluite despre intriga filmului. Filmul a apărut și pe coperta revistei Time, dar și la emisiuni de afaceri, precum Entertainment Tonight și Access Hollywood.

### Încasări
Eyes Wide Shut a fost lansat pe 16 iulie 1999, în Statele Unite. Filmul a ajuns pe primul loc în ierarhia box office-ului acelui weekend, cu încasări de peste 21,7 de milioane $ de la 2.411 de cinematografe. Aceste numere au surclasat așteptările studioului de 20 de milioane $, și a devenit atât al șaselea cel mai bun film consecutiv din cariera lui Cruise, cât și cel mai profitabil weekend de deschidere a lui Kubrick. Audiența a scăzut de vineri până sâmbătă, analiștii punând acest lucru pe seama reportajelor despre dispariția lui John F. Kennedy, Jr.. Eyes Wide Shut a ajuns să încaseze 55.691.208 de dolari în SUA. Cifrele clasează filmul pe locul doi în cele mai profitabile pelicule ale lui Kubrick, în spatele lui 2001: O odisee spațială, dar pelicula a fost considerată o dezamăgire la box office.
La puțin timp după premiera de la Veneția, Eyes Wide Shut a avut o premieră timpurie în Marea Britanie, pe 3 septembrie 1999, la cinematograful Warner Village din Leicester Square. Premiera națională a filmului a avut loc weekendul următor, și a ajuns pe primul loc în ierarhia box office-ului britanic, cu 1.189.672 de lire sterline. A rămas pe primul loc în box office și în weekendul următor, și a ajuns într-un final să încaseze 5.065.520 de lire sterline.
Performanțele internaționale ale lui Eyes Wide Shut au fost mai pozitive, Jan Harlan, asistentul și cumnatul lui Kubrick, spunând că „A fost primit negativ în lumea anglo-saxonă, dar a fost bine primit în lumea latină și în Japonia. În Italia, a fost un mare hit.” Încasările internaționale de peste 105 de milioane $ au dus la un box office mondial de 162.091.208 $, și au făcut din filmul lui Kubrick cel mai profitabil din cariera sa.

### Reacția criticilor
Eyes Wide Shut a primit recenzii pozitive din partea criticilor, și are un scor de 74% pe Rotten Tomatoes, bazat pe 146 de recenzii, cu o notă medie de 7,5 din 10. Răspunsul criticilor este: „Studiul intens al psihicului uman, realizat de Kubrick, produce o lucrare cinematografică impresionantă.” Filmul are un scor de 68 din 100 pe Metacritic, bazat pe 33 de recenzii, indicând „Recenzii majoritar favorabile”. Peste 50 de critici au încadrat filmul în clasamentul celor mai bune pelicule ale anului 1999.
Criticii au contestat două lucruri. Primul a fost că ritmul filmului a fost prea lent; în timp ce acest lucru ar fi putut intenționat pentru a reda starea de vis, criticii au spus că acțiunile și deciziile par laborioase în acest fel. Al doilea lucru a fost că, datorită faptului că Kubrick a filmat scenele stradale din New York City într-un platou, rezultatul a fost unul neautentic. Scriind despre thrillere erotice de mister, scenaristul Leigh Lundin a comentat faptul că destrămarea mariajului a fost dureroasă de vizionat, iar subiectul sumbru pe un fundal de Crăciun a fost tulburător, dar „intriga clară și piezișă premiază spectatorul atent”.
Lee Siegel de la Harper's a simțit că majoritatea criticilor au comentat în mare parte despre campania de promovare și nu prea s-au adresat filmului în sine. Alții au simțit că cenzura americană a luat un film ezoteric și l-a făcut și mai greu de înțeles. Recenzorul James Berardinelli a spus că este fără îndoială unul dintre cele mai bune filme ale lui Kubrick. Scriind pentru The New York Times, recenzorul Janet Maslin a comentat „Acesta este un film extrem de serios despre dorințe sexuale, dar și o satiră care își susține principiul sinistru până la final. Intensitatea de vis a filmelor anterioare ale lui Kubrick e în plină glorie aici.”
La emisiunea Roger Ebert & the Movies, regizorul Martin Scorsese a numit Eyes Wide Shut al patrulea său film preferat al anilor '90. Pentru introducerea cărții Kubrick: The Definitive Edition a lui Michel Ciment, Scorsese a scris: „Când Eyes Wide Shut a fost lansat, la câteva luni după moartea lui Stanley Kubrick din 1999, a fost înțeles greșit, dar asta nu a fost o surpriză. O retrospectivă a reacțiilor contemporane oricărui film a lui Kubrick (cu excepția primelor), arată că toate filmele sale erau inițial înțelese greșit. Apoi, după cinci sau zeci ani, a venit străfulgerarea, iar 2001 sau Barry Lyndon sau The Shining nu mai erau ca înainte.” Scriitorul Jon Breen este de acord. În 2012, Slant Magazine a clasat filmul pe locul doi în ierarhia celor mai bune pelicule ale anilor '90. BBC l-a clasat pe locul 61 în ierarhia celor mai bune 100 de filme americane din toate timpurile.

### Premii și onoruri
- Globurile de Aur[94]
  - Cea mai bună coloană sonoră originală – Film – Jocelyn Pook (nominalizare)
- Festivalul de Film de la Veneția
  - Filmcritica „Bastone Bianco” – Stanley Kubrick (Câștigat)
- Sindicatul Francez al Criticilor de Film[95]
  - Cel mai bun film străin – Stanley Kubrick (Câștigat)
- Asociația din Chicago a Criticilor de Film[82]
  - Cel mai bun regizor – Stanley Kubrick (nominalizare)
  - Cea mai bună imagine – Stanley Kubrick & Larry Smith (nominalizare)
  - Cea mai bună coloană sonoră originală – Jocelyn Pook (nominalizare)
- Asociația Designerilor de Costume[96]
  - Premiul de Excelență – Costume Contemporane – Marit Allen (nominalizare)
- Premiile Satellite[97]
  - Cea mai bună actriță, Dramă – Nicole Kidman (nominalizare)
  - Cea mai bună imagine – Larry Smith (nominalizare)
  - Cel mai bun sunet – Paul Conway & Edward Tise (nominalizare)
- Premiile César[98]
  - Cel mai bun film străin (Meilleur film étranger) – Stanley Kubrick (nominalizare)
- Societatea Online a Criticilor de Film[99]
  - Cel mai bun regizor – Stanley Kubrick (nominalizare)
  - Cea mai bună imagine – Larry Smith (nominalizare)
  - Cea mai bună coloană sonoră originală – Jocelyn Pook (nominalizare)

Filmul este recunoscut de Institutul American de Film în aceste liste:
- 2004: 100 de ani IAF... 100 de Melodii:	
  - „Baby Did a Bad Bad Thing” – Nominalizat[100]

## Controverse

### Discuțiile în legătură cu finisarea filmului
Cu toate că Warner Bros. a insistat că Kubrick și-a prezentat versiunea finală înainte să moară, filmul încă era în stadiul de post-producție, iar acesta a fost terminat de studio în colaborare cu notițele lui Kubrick.  Unii au spus că munca rămasă a fost una minoră și exclusiv tehnică, „permițând” notițelor să finiseze filmul pe baza viziunii regizorului.  Cu toate acestea, deciziile legate de mixajul sunetului, coloana sonoră și corectarea culorii au fost luate intenționat fără știință lui Kubrick.  În plus, Kubrick a avut o istorie în a-și monta în continuare filmele până la ultima secundă, chiar și după ecranizările publice timpurii, precum a fost cazul și cu 2001: O odisee spațială și The Shining.
Scriind pentru Vanity Fair, colaboratorul lui Kubrick, Michael Herr și-a amintit de o convorbire pe care avut-o cu regizorul în legătură cu montajul final ce urma să fie arătat celor de la Warner Bros. cu patru zile înainte de moartea sa:
...mai era de făcut sincronizarea, iar muzica nu era terminată, la fel și multe alte mici detalii tehnice la culoare și sunet; aș arăta o muncă încă neterminată? El trebuia să le arate lui Tom și Nicole deoarece trebuiau să semneze scenele de nuditate, și lui Terry Semel și Bob Daly de la Warner Bros., dar îi displăcea pentru că trebuia să facă asta, înțelegeam din vocea sa că îi displăcea.
Garrett Brown, inventatorul Steadicam-ului, consideră că Eyes Wide Shut este un film nefinisat:
Cred că Eyes Wide Shut a fost înșfăcat de studio când Stanley a murit, iar ei au ales majoritatea dintre scenele montate în Avid și au stabilit că ăsta e filmul.  Dar asta era cu trei luni înainte de ziua în care era programat să fie lansat.  Nu cred că există vreo șansă ca ăsta să fie filmul pe care el îl avea în minte, sau coloana sonoră sau multe alte lucruri.  Este o mare necinste, știind că este lansat, dar că nu simți că acesta ar fi filmul său.

### Părerea lui Kubrick
Jan Harlan, producător executiv și cumnatul lui Kubrick, a spus că regizorul era „foarte fericit” în legătură cu filmul și îl considera „cea mai mare contribuție a sa la arta cinematografică”.
R. Lee Ermey, un actor din filmul Platoșa de metal a lui Kubrick, a spus că regizorul l-a sunat cu două săptămâni înainte de moartea sa pentru a-și exprima deznădejdea în legătură cu Eyes Wide Shut. „Mi-a spus că e un rahat total”, a spus Ermey în revista Radar, „și că era scârbit de el, iar criticii îl vor mânca 'ca pe niște ouă la micul dejun'. Dar s-a înțeles foarte bine cu Cruise și Kidman – sunt exact cuvintele pe care le-a folosit.”
Conform lui Todd Field, prieten al lui Kubrick și actor în Eyes Wide Shut, declarațiile lui Ermey nu reflectă esențialul atitudinii lui Kubrick. Răspunsul lui Field a apărut într-un interviu din 26 octombrie 2006, acordat celor de la Slashfilm.com:
Politicos ar fi să spun 'No comment'. Dar adevărul este că ... s-o zic așa, nu ai mai văzut doi actori care să fie la picioarele unui regizor în acest fel. Stanley era absolut încântat de film. El încă lucra la film când a murit. Și a murit probabil pentru că în sfârșit se relaxase. Era unul dintre cele mai fericite weekend-uri din viața sa, acela chiar înainte să moară, după ce i-a arătat prima versiune lui Terry, Tom și Nicole. El ar mai fi avut de lucru la el. precum a avut și la toate filmele sale. Știu asta de la oameni care l-au cunoscut personal, de la partenerul meu, care i-a fost asistent timp de 30 de ani. Și mă gândeam la R. Lee Ermey pentru In the Bedroom. Și discutam cu Stanley foarte multe despre acel film, și tot ce pot spune este că Stanley insista ca eu să nu lucrez cu Ermey pentru tot felul de motive, pe care nu le voi spune deoarece nu are rost, chiar dacă ei spun diferite lucruri defăimătoare, care știu că sunt complet neadevărate.
Într-o sesiune „Ask Me Anything” de pe reddit, fiica lui Stanley Kubrick, Katharina Kubrick, a spus că tatăl ei era foarte mândru de film. Ea a condamnat și comentariile lui Ermey, spunându-i unui utilizator care a făcut referire la respectivele comentarii, „că nu ar trebui să fie crezute nici măcar pentru o secundă.”

### Cenzura și acordarea ratingului
Fiind obligați de contract să livreze un rating de 17+, cei de la Warner Bros. au alterat digital orgia pentru lansarea americană, cenzurând sexualitatea explicită prin adăugarea de siluete adiționale pentru a obscura perspectiva, în acest fel evitându-se ratingul de 18+, multe dintre cinematografele americane și chioșcurile video neacceptând filme cu acest rating. Această alterație a iritat criticii de film și cinefilii, argumentul lor fiind acela că Kubrick nu s-a temut niciodată de rating-uri (Portocala mecanică primise în prima fază ratingul de 18+). Versiunea necenzurată a lui Eyes Wide Shut a fost lansată în Statele Unite pe 23 octombrie 2007, pentru DVD, HD DVD, și Blu-ray Disc.
Versiunea din America de Sud, Europa și Australia a conținut scena orgiei intactă (și cea din cinematografe, și cea de pe DVD) ratingul fiind acela de 18+. În Noua Zeelandă și Europa (cel puțin în Germania), versiunea necenzurată difuzată la televizor a fost primită cu controverse. În Australia, filmul a fost difuzat pe canalul Network Ten cu alterările din versiunea americană pentru a obține un rating de 16+, obscurând și eliminând sexualitatea explicită.
Roger Ebert a contestat tehnica folosirii de imagine digitală pentru a masca acțiunile. El a spus că „nu ar fi trebuit făcute deloc” și că acest lucru reprezintă „ipocrizia morală a sistemului de rating, care ar forța și un mare regizor să-și compromită viziunea pentru a face filmul accesibil și spectatorilor tineri.” Cu toate că Ebert a numit frecvent versiunea nord-americană a lui Eyes Wide Shut un film în genul lui „Austin Powers” – făcând referire la cele două scene din Austin Powers: International Man of Mystery în care, prin unghiuri de cameră și coincidențe, părțile sexuale ale corpului sunt blocate vederii într-un mod comic – în recenzia sa este menționat că această glumă se referă la o versiune inițială a scenei alterate, care nu a fost niciodată lansată public.

## Legături externe
- Eyes Wide Shut la Internet Movie Database
- Eyes Wide Shut la TCM Movie Database
- Eyes Wide Shut la Box Office Mojo
- Eyes Wide Shut la Rotten Tomatoes
- Eyes Wide Shut la Metacritic